# Clymenella papillosa
Clymenella papillosa är en ringmaskart som beskrevs av Rosito 1983. Clymenella papillosa ingår i släktet Clymenella och familjen Maldanidae. Inga underarter finns listade i Catalogue of Life.